# Hotel Splendide
Ne doit pas être confondu avec Hôtel Splendid.
Pour les articles homonymes, voir Splendide.
Pour plus de détails, voir Fiche technique et Distribution.
Hotel Splendide est un film britannique réalisé par Michael Powell, sorti en 1932.

## Synopsis
Jerry hérite d'un hôtel, mais sous celui-ci se trouve la cachette où des voleurs ont caché leur butin.

## Fiche technique
- Titre original : Hotel Splendide
- Réalisation : Michael Powell
- Scénario : Ralph Smart
- Direction artistique : Charles Saunders
- Photographie : Geoffrey Faithfull, Arthur Grant
- Son : Michael Rose
- Montage : Arthur Seabourne[1], John Seabourne[2]
- Production : Jerome Jackson
- Société de production : Film Engineering Company
- Société de distribution : Ideal
- Pays d’origine :  Royaume-Uni
- Langue originale : anglais
- Format : noir et blanc — 35 mm — 1,37:1 — son Mono
- Genre : Comédie
- Durée : 53 minutes
- Dates de sortie :
  - Royaume-Uni : 18 juillet 1932

## Distribution
- Jerry Verno : Jerry Mason
- Anthony Holles : « Mme LeGrange »
- Edgar Norfolk : « Gentleman Charlie »
- Philip Morant : M. Meek
- Sybil Grove : Mme Harkness
- Vera Sherborne : Joyce Dacre
- Paddy Browne : Miss Meek
- Michael Powell
- Frank Hubert